# Troponine

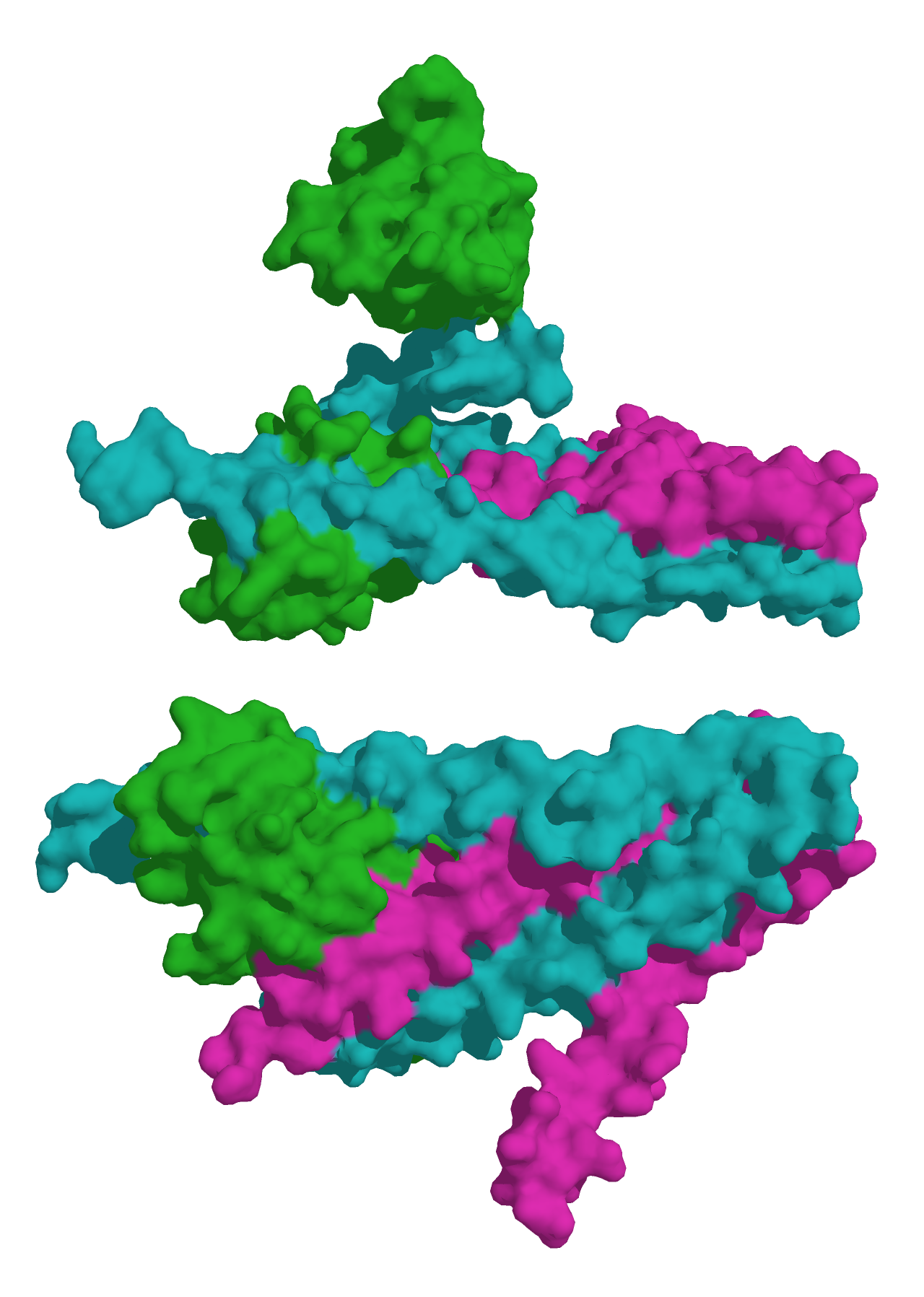
La troponine.

La troponine est un complexe de protéines qui sensibilise les cellules musculaires au calcium.
On trouve de la troponine aussi bien dans les muscles cardiaques que dans les muscles squelettiques, mais les versions spécifiques de la troponine diffèrent selon les types de muscle, du fait d'une expression différente des gènes respectifs (ceux du cœur par exemple).
Elle est dosée dans le cadre de l'infarctus pour affirmer le diagnostic sur une suspicion clinique (douleur thoracique typique du syndrome coronarien aigu) et électrocardiographique (sus ou sous décalage du segment ST). Cependant, c'est un marqueur tardif qui ne témoigne pas de l'ischémie, mais bien de la nécrose musculaire qui est déjà en place et irréversible. Son élévation commence dans les 3 à 4 heures.

## Biochimie: Sous-unités de la troponine
La troponine est une protéine hétérotrimérique.
On distingue en effet trois sous-unités distinctes.
- Troponine C (TnC) : sous-unité responsable de la liaison avec le calcium. Une fois le calcium lié, le complexe troponine-calcium se déplace et cesse d'empêcher la liaison entre la myosine et l'actine. La TnC présente une forte similitude entre la forme cardiaque et la forme squelettique, rendant impossible l'obtention d'anticorps monoclonaux et excluant tout intérêt clinique ;
- Troponine I (TnI) : sous-unité responsable de l'inhibition de la liaison entre la myosine et l'actine (en masquant le site de l'actine qui sert à la liaison avec la myosine). Elle a donc une fonction inhibitrice qui a pour effet d'amorcer la décontraction musculaire. La TnI présente 3 isoformes, spécifiques respectivement du muscle squelettique à contraction rapide (muscle composé essentiellement de fibres musculaires type 2 (blanches)), du muscle squelettique à contraction lente (muscle composé essentiellement de fibres musculaires type 1 (fibres rouges)) et du cœur (TnIc) ;
- Troponine T (TnT) : sous-unité responsable de la liaison avec la tropomyosine ; elle existe sous 5 à 12 isoformes squelettiques (TnTs) et 4 isoformes cardiaques (TnTc). La troponine T cardiaque (TnTc) et la troponine I cardiaque (TnIc) sont mesurées par méthode immunoenzymatique spécifique (elles seules ont un intérêt concret dans le diagnostic et le suivi de l'infarctus du myocarde).

La troponine cardiaque et musculaire squelettique diffèrent et les dosages actuels sont spécifiques de la forme cardiaque.
La demi-vie d'élimination est comprise entre 2 et 6 h.

## Usage dans le diagnostic
L'utilisation de son dosage en médecine a fait l'objet de la publication de recommandations par l’European Society of Cardiology en 2010 et par l’American College of Cardiology datant de 2012.
Le dosage de la troponine (troponinémie) se fait par un prélèvement sanguin veineux. Elle n'est significative que par son élévation (le taux normal étant proche de zéro).
Son intérêt est démontré lors de douleurs thoraciques, et permet de confirmer le diagnostic par leur élévation :
- un angor instable ;
- un infarctus du myocarde.
- une myocardite.

Son utilisation a remplacé le dosage d'autres marqueurs comme la créatine kinase (CK, appelé communément CPK) et sa fraction mb, la myoglobine, moins spécifiques dans ces maladies.
L'augmentation de la troponine est cependant retardée par rapport à la douleur : même dans le cas d'un infarctus, le dosage sanguin peut être normal avant la quatrième heure après la douleur. Ce dernier diagnostic ne peut donc être éliminé que par deux dosages successifs négatifs espacés de quatre heures. Le traitement de référence dans l'infarctus est la désobstruction de l'artère coronaire, faite le plus rapidement possible et idéalement avant la sixième heure du début des signes. Le diagnostic de cette maladie à la phase aiguë reste donc clinique (description de la douleur) et électrocardiographique et on ne doit dans aucun cas attendre le résultat des dosages biologiques pour commencer le traitement. Toutefois, une troponine normale à deux heures du début d'une douleur thoracique et sans anomalie de l'ECG, permet d'exclure un infarctus sans avoir besoin de répéter le dosage.
La troponinémie peut être normale en cas d'angine de poitrine qui reste un diagnostic basé essentiellement sur la description de la douleur. Dans ce cas, son dosage peut apporter une confirmation du diagnostic mais aussi une évaluation du pronostic : les angors à troponine élevée ont plus de risque de faire à court ou moyen terme un accident cardiaque pouvant être grave et nécessitent par conséquent une hospitalisation urgente.
Les troponines cardiaques peuvent être élevées (parfois de façon importante) dans tous les cas où il existe une souffrance myocardique quelle que soit sa cause :
- myocardite ;
- contusion cardiaque ;
- spasme coronarien.

De façon beaucoup plus inconstante, elles s'élèvent (de manière modérée) en cas de :
- cardiomyopathie dilatée ;
- insuffisance cardiaque ;
- cardiomyopathie hypertrophique ;
- amyloïdose cardiaque ;
- tachycardie supraventriculaire.

Elle s'élève parfois lors de certains traitements à visée cardiaque, et ce, de façon habituelle et non inquiétante :
- chirurgie cardiaque et transplantation cardiaque ;
- défibrillation ;
- angioplastie coronarienne ;
- traitement d'un trouble du rythme cardiaque par radiofréquence.

Elles peuvent être élevées dans certaines maladies cardiaques, mais le plus souvent par une atteinte du muscle cardiaque secondaire :
- maladie grave, par exemple septicémie ;
- certaines chimiothérapies à hautes doses ;
- hypertension pulmonaire primaire ;
- embolie pulmonaire ;
- insuffisance rénale ;
- hémorragie subarachnoïdienne ;
- venin de scorpion ;
- collapsus cardio-vasculaire ;
- myopathies, concernant essentiellement la troponine T et beaucoup moins la troponine I [7];
- exercice physique très intense (marathon).

Le dosage de la troponine peut avoir également un intérêt pour évaluer le pronostic lors d'une poussée d'insuffisance cardiaque, une augmentation du taux de celle-ci étant plutôt péjorative.
La troponine T est élevée dans le cadre d'un infarctus du myocarde, mais des niveaux bas, détectés uniquement par certains tests dits « hautement sensibles » auraient un intérêt d'indicateur pronostique en cas d'insuffisance cardiaque ou chez le patient coronarien et même chez le sujet âgé sans antécédent particulier ou dans la population générale.

## Troponine hypersensible

### Histoire de la troponine hypersensible
En 2007, un consensus international donne une nouvelle définition de l'infarctus du myocarde, associant des signes cliniques, électriques et biologiques. Elle précise que toute élévation de la troponinémie, lorsqu'elle dépasse le 99e percentile de la distribution de valeurs de troponinémie dans une population de témoins sains, doit faire évoquer un infarctus du myocarde, sous réserve que la cinétique de la variation soit compatible avec le diagnostic. Cette définition est assortie d'un critère analytique, précisant que l'imprécision (ou coefficient de variation) de la mesure de la troponinémie au 99e percentile ne doit pas dépasser 10 %. Or, cette même année, aucun dosage disponible en routine ne peut atteindre un tel degré de précision pour ce seuil.
Depuis 2008, avec la troponine dite « hypersensible » (ou « ultrasensible »), la sensibilité des dosages peut atteindre l'ordre du nanogramme par litre et le coefficient de variation est inférieur à 10 %, pour le seuil considéré comme anormal.
Le taux « normal », suivant la définition du 99e percentile pour la troponine T (kit ROCHE) est de 14 ng·L-1. Ce seuil est cependant discuté et devrait être plus haut chez l'homme et la personne âgée pour le trousse de dosage de la Troponine Tc.

### Facteur de risque cardiovasculaire
Chez les patients atteints d'insuffisance cardiaque chronique ou d'insuffisance coronarienne, une concentration élevée de TnTc hypersensible est fortement corrélée à une augmentation du risque de mortalité cardiovasculaire.
Un dosage légèrement élevé semble être un marqueur de risque de survenue d'événements cardiovasculaires mais son utilité, en pratique quotidienne, reste à déterminer.

## Anecdote
Un taux élevé de troponine a été retrouvé dans une momie égyptienne dont la mort remonte aux environs de 1085 avant notre ère (momie d'Horemkenesi), la protéine ayant été bien conservée dans le natron servant à la momification. Cette augmentation serait révélatrice d'un infarctus du myocarde, cause probable de son décès.

## Valeur normale
Elle est calculée sur le 99ième percentile chez une population sans anomalie cardiaque. Sa valeur normale de la concentration en troponine I cardiaque plasmatique : 0 - 0,1 µg/l. Elle est plus basse chez la femme, sans que cela soit à considérer pour le diagnostic.